# Галуцкий, Геннадий Павлович
Генна́дий Па́влович Галу́цкий (8 апреля 1937, Западно-Сибирский край — декабрь 2019, Абакан) — машинист экскаватора; Герой Социалистического Труда (1966).

## Биография
Геннадий Павлович Галуцкий родился 8 апреля 1937 года в Западно-Сибирском крае в русской семье.
С 1954 года работал машинистом экскаватора механизированной колонны № 8, в том числе с 1964 — на строительстве железной дороги Абакан — Тайшет. В 1966 году удостоен звания Героя Социалистического Труда.
С 1973 года работал на строительстве Байкало-Амурской магистрали.
Выйдя на пенсию, жил в Абакане. Умер в декабре 2019 года.

## Награды
- Герой Социалистического Труда (медаль «Серп и Молот» и орден Ленина; 12.4.1966)
- медали, в том числе медаль ВДНХ[1]
- знак отличия «Трудовая доблесть России» (2007)[2].

## Комментарии
1. ↑  Ныне — на территории Алтайского края[1].
2. ↑  Механизированная колонна № 8 входила в состав треста «Сибстроймеханизация» Министерства транспортного строительства СССР, в тот период располагалась в Хакасской автономной области[1].
3. ↑  Сообщение о смерти опубликовано 6 декабря; похороны состоялись 7 декабря[2].